# Redoute Bel-Air
La redoute Bel-Air est un ancien ouvrage militaire faisant partie de la première ceinture de Lyon.

## Histoire
Construit au sud du fort de Montessuy, cette redoute permettait de couvrir le Rhône. Elle était reliée à une tour basse composée de plusieurs casemates de tir afin de protéger le fort d'attaques par des chemins dérobés.
Il ne reste aujourd'hui de la redoute qu'un petit bastion privé, vendu en 1960, et une escarpe. La tour a été rasée et un jardin public a été aménagé sur le terrain libéré.